# ماكسيم يونوف
ماكسيم يونوف (بالروسية: Максим Викторович Ионов)‏ هو لاعب كرة قدم روسي في مركز الوسط، ولد في 5 سبتمبر 1976. لعب مع إنرجيا فولجسكي ‏.